# Айхманн, Эрик
Эрик Айхманн (англ. Eric Eichmann; род. 7 мая 1965, Маргейт, Флорида) — американский футболист, нападающий. Выступал за сборную США. Участник чемпионата мира 1990 года.

## Биография

### Университетский футбол
В 1983—1986 годах Айхманн обучался в Клемсонском университете и играл за университетскую футбольную команду. В сезоне 1984 помог «Клемсон Тайгерз» выиграть чемпионат Национальной ассоциации студенческого спорта. В сезонах 1985 и 1986 включался во всеамериканскую символическую сборную.
В 1986 году также выступал за любительскую команду «Атланта Дейтаграфик».

### Клубная карьера
24 июня 1987 года на драфте шоубольной лиги MISL Айхманн был выбран в первом раунде под общим четвёртым номером командой «Кливленд Форс». Однако, он предпочёл попробовать свои силы в Европе и в течение пяти месяцев в сезоне 1987/88 выступал за клуб «Вердер Бремен II» в Оберлиге, третьем дивизионе Западной Германии.
С 1988 по 1993 годы играл за «Форт-Лодердейл Страйкерс». В сезоне 1989 помог клубу выиграть чемпионат Американской футбольной лиги.
Играл в шоубол: в сезоне 1992/93 в команде Национальной профессиональной футбольной лиги «Уичито Уингз», в сезонах 1993 и 1994 в команде Континентальной лиги шоубола «Вашингтон Уортогз», в сезонах 1994/95 и 1995/96 в команде Национальной профессиональной футбольной лиги «Сент-Луис Амбуш». С «Сент-Луис Амбуш» выиграл чемпионский титул в сезоне 1994/95.
6 февраля 1996 года на Инаугуральном драфте MLS Айхманн был выбран клубом «Канзас-Сити Уиз» в четвёртом раунде под общим 36-м номером. После сезона 1996 он завершил футбольную карьеру.
В 1998 году Айхманн попробовал возобновить карьеру в «Майами Фьюжн», но просмотр на предсезонном сборе клуба окончился неудачей.

### Международная карьера
За сборную США Айхманн выступал в 1986—1993 годах, сыграл 29 матчей и забил в них четыре мяча. Был членом команды США на летних Олимпийских играх 1988. Был включён в состав сборной на чемпионат мира 1990 в Италии.
| Статистика | Статистика       | Статистика                                          | Статистика         | Статистика        | Статистика | Статистика                                          |
| №          | Дата             | Место проведения                                    | Соперник           | Счёт              | Голы       | Соревнование                                        |
| ---------- | ---------------- | --------------------------------------------------- | ------------------ | ----------------- | ---------- | --------------------------------------------------- |
| 1          | 5 февраля 1986   | «Оранж Боул», Майами, США                           | Канада             | 0:0               | —          | Турнир Майами                                       |
| 2          | 7 февраля 1986   | «Оранж Боул», Майами, США                           | Уругвай            | 1:1               | —          | Турнир Майами                                       |
| —          | 23 мая 1987      | Сент-Джонс, Канада                                  | Канада             | 0:2               | —          | Квалификация Предолимпийского турнира КОНКАКАФ 1988 |
| 3          | 12 июня 1987     | «Пусан Кудок», Пусан, Республика Корея              | Республика Корея   | 0:1               | —          | Кубок президента                                    |
| —          | 20 сентября 1987 | «Куинс Парк Овал», Порт-оф-Спейн, Тринидад и Тобаго | Тринидад и Тобаго  | 1:0               | —          | Предолимпийский турнир КОНКАКАФ 1988                |
| 4          | 13 января 1988   | «Матео Флорес», Гватемала, Гватемала                | Гватемала          | 1:0               | —          | Товарищеский матч                                   |
| 5          | 14 мая 1988      | «Оранж Боул», Майами, США                           | Колумбия           | 0:2               | —          | Товарищеский матч                                   |
| 6          | 1 июня 1988      | Стоктон, США                                        | Чили               | 1:1               | 1          | Товарищеский матч                                   |
| 7          | 3 июня 1988      | Сан-Диего, США                                      | Чили               | 1:3               | —          | Товарищеский матч                                   |
| 8          | 5 июня 1988      | Фресно, США                                         | Чили               | 0:3               | —          | Товарищеский матч                                   |
| 9          | 10 июня 1988     | Хьюстон, США                                        | Эквадор            | 0:2               | —          | Товарищеский матч                                   |
| 10         | 12 июня 1988     | Форт-Уэрт, США                                      | Эквадор            | 0:0               | —          | Товарищеский матч                                   |
| —          | 19 июня 1988     | Кванджу, Республика Корея                           | Нигерия XI         | 2:3               | —          | Неофициальный товарищеский матч                     |
| 11         | 4 июня 1989      | «Джайентс Стэдиум», Ист-Ратерфорд, США              | Перу               | 3:0               | —          | Товарищеский матч                                   |
| 12         | 17 июня 1989     | «Ветеранс Мемориэл Стэдиум», Нью-Бритен, США        | Гватемала          | 2:1               | 1          | Чемпионат наций КОНКАКАФ 1989                       |
| 13         | 24 июня 1989     | «Оранж Боул», Майами, США                           | Колумбия           | 0:1               | —          | Товарищеский матч                                   |
| 14         | 13 августа 1989  | «Лос-Анджелес Мемориэл Колизеум», Лос-Анджелес, США | Республика Корея   | 1:2               | —          | Товарищеский матч                                   |
| 15         | 17 сентября 1989 | Национальный стадион, Тегусигальпа, Гондурас        | Сальвадор          | 1:0               | —          | Чемпионат наций КОНКАКАФ 1989                       |
| 16         | 5 ноября 1989    | «Биг Арк Стэдиум», Сент-Луис, США                   | Сальвадор          | 0:0               | —          | Чемпионат наций КОНКАКАФ 1989                       |
| 17         | 14 ноября 1989   | Коко-Бич, США                                       | Бермудские Острова | 2:1               | 1          | Товарищеский матч                                   |
| 18         | 4 февраля 1990   | «Оранж Боул», Майами, США                           | Колумбия           | 1:1 (8:9 по пен.) | —          | Турнир Майами                                       |
| 19         | 24 февраля 1990  | «Стэнфорд Стэдиум», Пало-Алто, США                  | СССР               | 1:3               | —          | Товарищеский матч                                   |
| 20         | 8 апреля 1990    | «Биг Арк Стэдиум», Сент-Луис, США                   | Исландия           | 4:1               | —          | Товарищеский матч                                   |
| 21         | 22 апреля 1990   | «Оранж Боул», Майами, США                           | Колумбия           | 0:1               | —          | Товарищеский матч                                   |
| 22         | 28 июля 1990     | Милуоки, США                                        | ГДР (олимп.)       | 1:2               | —          | Товарищеский матч                                   |
| 23         | 15 сентября 1990 | Хай-Пойнт, США                                      | Тринидад и Тобаго  | 3:0               | 1          | Товарищеский матч                                   |
| 24         | 10 октября 1990  | Стадион Войска Польского, Варшава, Польша           | Польша             | 3:2               | —          | Товарищеский матч                                   |
| 25         | 17 октября 1990  | «Максимир», Загреб, Хорватия                        | Хорватия           | 1:2               | —          | Товарищеский матч                                   |
| 26         | 18 ноября 1990   | Порт-оф-Спейн, Тринидад и Тобаго                    | Тринидад и Тобаго  | 0:0               | —          | Турнир Тринидада                                    |
| 27         | 21 ноября 1990   | Порт-оф-Спейн, Тринидад и Тобаго                    | СССР               | 0:0               | —          | Турнир Тринидада                                    |
| 28         | 23 марта 1993    | «Кускатлан», Сан-Сальвадор, Сальвадор               | Сальвадор          | 2:2               | —          | Товарищеский матч                                   |
| 29         | 25 марта 1993    | Национальный стадион, Тегусигальпа, Гондурас        | Гондурас           | 1:4               | —          | Товарищеский матч                                   |

Айхманн также выступал за сборную США по мини-футболу в 1986—1992 годах, забил семь мячей в 17 матчах, завоевал бронзовую медаль на чемпионате мира 1989 в Нидерландах и серебряную медаль на чемпионате мира 1992 в Гонконге.

### Тренерская карьера
В 1998 году Айхманн основал собственную футбольную школу в Южной Флориде — «Бока Юнайтед».
8 мая 2000 года Айхманн стал ассистентом временного главного тренера «Майами Фьюжн» Рея Хадсона. Ассистировал Хадсону вплоть до ликвидации клуба в начале 2002 года.

## Достижения
Командные
 «Форт-Лодердейл Страйкерс»
- Чемпион Американской футбольной лиги[англ.]: 1989

 «Сент-Луис Амбуш»
- Чемпион Национальной профессиональной футбольной лиги: 1994/95